# Appassionata
Appassionata é um filme brasileiro, produzido em  1952 pela Companhia Vera Cruz e dirigido por Fernando de Barros.
Esta grande produção da Companhia Vera Cruz, levemente inspirada no enredo de The Men in Her Life (Gregory Ratoff, 1941), foi escrita especialmente para a atriz Tônia Carrero, que, nas cenas ao piano, foi dublada por Yara Bernette.
O filme marcou a estreia do ator Paulo Autran no cinema brasileiro.

## Enredo
Sílvia Nogalis (Tônia Carrero), pianista consagrada, prefere a carreira ao casamento. Na noite em que se consagraria tocando Appassionata (de Beethoven), recebe a notícia do suicídio de seu marido, o maestro Hauser (Ziembinski). Ela, porém, acaba sendo acusada por sua governanta de ter planejado a morte do marido. Depois de comprovar sua inocência ela se retira para um local junto ao mar onde conhece e se apaixona pelo diretor de um reformatório de jovens.

## Elenco
- Tônia Carrero ... Sílvia Nogalis
- Anselmo Duarte ... Pedro
- Alberto Ruschel ... Luís Marcos
- Ziembinski ... Walter Hauser
- Abílio Pereira de Almeida ... delegado
- Paulo Autran ... advogado de Sílvia
- Jaime Barcellos ... advogado de Rogério
- Diná Lisboa ... Florinda
- Francisco de Sá ... delegado distrital
- Elisio de Albuquerque ... violinista
- Xandó Batista
- Renato Consorte ... investigador
- Edson Borges
- Annie Berrier ... Cyldene Freden
- Nelson Camargo
- Edith Helou
- Salvador Daki ... Rogério
- Josef Guerreiro ... Nélio
- Vera Sampaio
- Lima Neto ... Ventura

## Prêmios e indicações
- Prêmio Associação Brasileira de Cronistas Cinematográficos (1952)

Vencedor na categoria:
Melhor ator (Alberto Ruschel)
- Prêmio Saci (1952)

Vencedor na categoria:
Melhor ator (Alberto Ruschel)